# 把汉比吉
把汉比吉（1546年？—1615年？），又称大成比吉（Daičin beiǰi，「比吉」即別姬意为夫人），蒙古尊称为「托克对玛齐克布延图达赉哈屯」（Toγtai maig buyan-tu dalai qatun，俄译曼齐喀图王妃），16世纪蒙古右翼土默特部女領主，俺答汗之孙把汉那吉的妻子。
把汉那吉娶妻把汉比吉。隆庆四年（1570年），把汉那吉不满祖父俺答汗夺其聘妾，率妻子把汉比吉、奶公阿力哥等十人至大同投奔明朝，受到明朝厚待。同年十二月，俺答汗与明朝和谈成功，把汉那吉夫妻被归还回土默特。奉祖父之命，领有「大板升」（今内蒙古土默特右旗）。俺答汗死后，大板升地区归属把汉那吉。万历十一年（1583年），把汉那吉行猎时，坠马而死。把汉比吉继承丈夫，领大板升之地和部众，故俺答汗的长孙撦力克和俺答汗第七子的不他失礼（三娘子亲生之子）都争着与她合婚，而兼并大板升。俺答义子恰台吉支持下，她与撦力克成婚。万历十四年（1586年），乞庆哈死后，撦力克继任顺义王，与把汉比吉离异，与三娘子合婚。把汉比吉改嫁不他失礼，生子素囊台吉。万历四十年（1612年），明朝以她历来守约通贡互市，而且节制其子素囊台吉有功，封她为忠义夫人。